# Kollegiatstift Zeil
Das Kollegiatstift Zeil war ein von Froben von Waldburg-Zeil 1608 errichtetes, bis zur Säkularisation 1805 bestehendes Hauskloster von Regularkanonikern unterhalb des Hofgartens im südöstlichen Bereich des Schlosses Zeil, einem Teilort von Leutkirch im Allgäu im Landkreis Ravensburg in Oberschwaben. Heute befindet sich in den ehemaligen Gebäuden des Stifts das Archiv des Schlosses. Die ehemalige Stiftskirche St. Maria ist die römisch-katholische Pfarrkirche von Zeil.

## Hauskloster Reichserbtruchsess

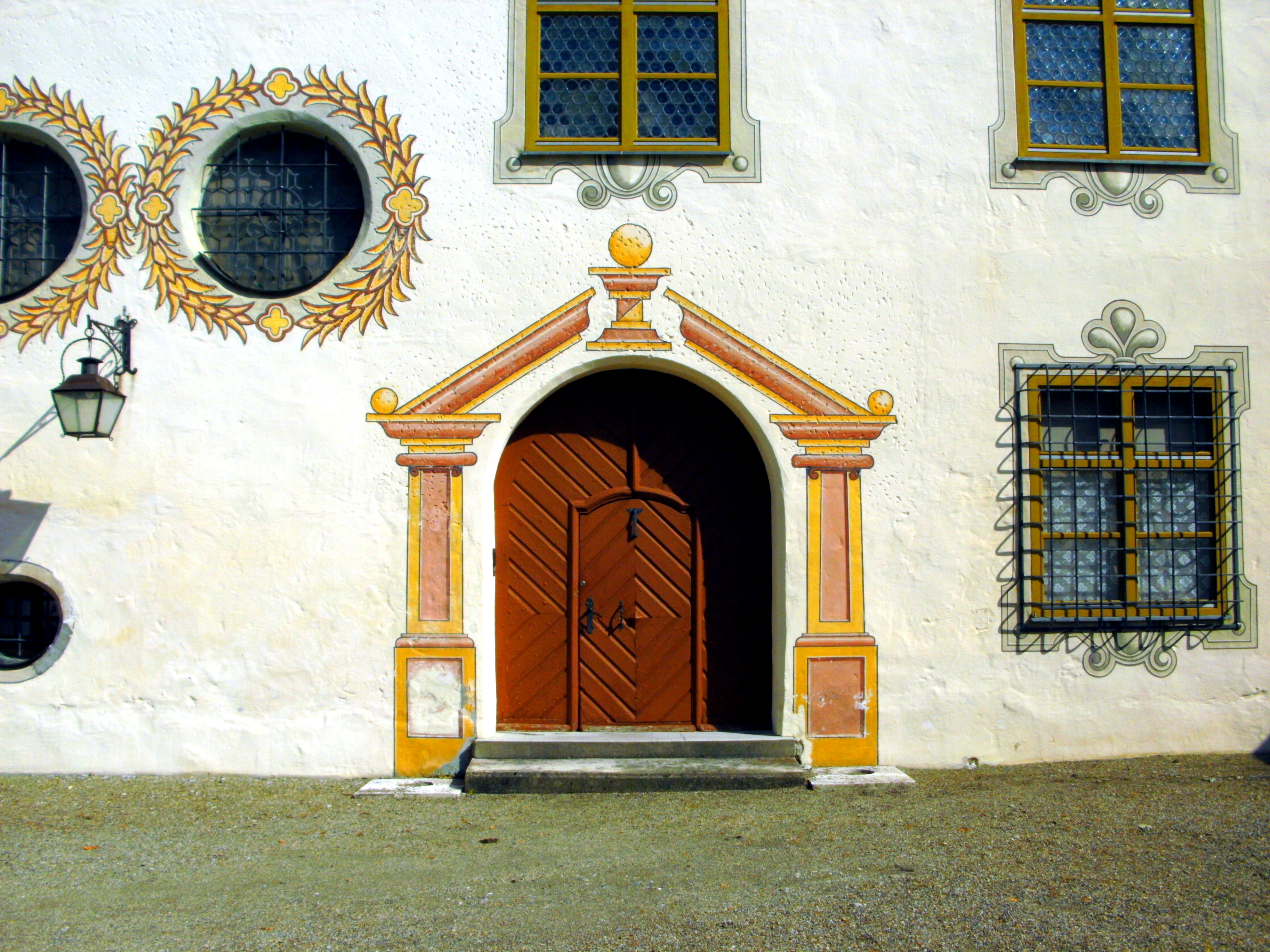
Ehemaliges Kollegiatstift Zeil – heute Archiv Schloss Zeil

Froben ließ nicht nur das heutige vierflügelige Schloss im Stil der Renaissance errichten. Er vervollständigte die Anlage nach dem Vorbild der Waldburger mit einem Kollegiatstift. Das Kollegiatstiftsgebäude befand sich vor dem Dreißigjährigen Krieg nördlich der Stiftskirche St. Maria. Es wurde abgetragen und 1680 auf der Südseite neu errichtet. Kirche und Stiftsgebäude sind über einen überdachten Gang mit dem Schloss verbunden.
In dem Stifterbrief vom 7. April 1608 bestimmte Froben, dass das Stiftspersonal aus einem Propst, sechs Priestern, einem Organisten, einem Schulmeister und vier Chorknaben besteht. Kaiser Rudolf II. bestätigte den Brief am 2. Oktober 1609. Die Aufgabe der Stiftsherren war die tägliche Feier der Heiligen Messe, Chorgebet und die Seelsorge der inkorporierten Pfarreien Zeil und Seibranz. Froben dotierte das exemte und abgabenfreie Stift mit einem Kapital von 10000 Gulden. Dazu summierten sich die Einkünfte aus den Pfarreien Zeil, Seibranz und der St. Georg-Kaplanei Wurzach und Pensionen aus Aichstetten und Aitrach.
Der Dreißigjährige Krieg führte zu einem Niedergang des Stiftes. Danach erholte sich das Stift langsam wieder. Der regierende Graf von Zeil, Johann Jakob II. (1721–1750) bekleidete am erzbischöflichen Hof in Salzburg verschiedene Ämter und die Erbteilung mit der Wurzacher Linie, was eine gemeinsame Stiftsverwaltung bedingte, behinderte aber insgesamt ein Aufblühen des Stiftes. Im Jahre 1743 verfügte Generalvikar Dr. Rettich eine bischöfliche Untersuchungskommission bei der bestimmte Unruhestifter entfernt wurden. Mit dem dann erfolgten Stiftsrezess vom 15. Juni 1743 erhielt das Stift im Prinzip eine Wiederbegründung und blühte auf.
Rosenkranzbruderschaften, Wallfahrten und eine ausgeprägte Kirchenmusik entwickelten sich im Umfeld des geistlichen Zentrums.

## Säkularisation
Am 17. Dezember 1805 wurde das Stift aufgehoben. Der damalige Propst Knaushart wurde Pfarrer von Zeil unter Beibehaltung von Titel und Gehalt. Dagobert Mesmer, schon Pfarrvikar in Seibranz, wurde Pfarrer von Seibranz. Die restlichen fünf Stiftsgeistlichen konnten unter Beibehaltung ihrer bisherigen Bezüge weiter im Stift wohnen.
Der von Fürstbischof Karl Theodor von Dalberg zum Generalvikar und Bistumsverweser des Bistums Konstanz ernannte Ignaz Heinrich von Wessenberg bescheinigte dem Fürsten Maximilian von Waldburg-Zeil große Sorgfalt und Einfühlungsvermögen bei der Auflösung des Stiftes und Außerdienststellung des Stiftsklerus.